# Джанні Лонці
Джанні Лонці (італ. Gianni Lonzi, 4 серпня 1938) — італійський плавець і ватерполіст.
Олімпійський чемпіон 1960 року, учасник 1964, 1968 років.